# Charles Donald Bateman
Charles Donald Bateman, mais conhecido como Don Bateman (Saskatchewan, 8 de março de 1932 - 21 de maio de 2023) foi um engenheiro canadense.
Inventor do sistema de alerta de proximidade ao solo, um dispositivo responsável pelo voo controlado de colisão com o solo.